# Carmenta xanthoneura
Carmenta xanthoneura is een vlinder uit de familie wespvlinders (Sesiidae), onderfamilie Sesiinae.
Carmenta xanthoneura is voor het eerst wetenschappelijk beschreven door Zukowsky in 1936. De soort komt voor in het Neotropisch gebied.